# ГЕС Turners Falls
ГЕС Turners Falls — гідроелектростанція у штаті Массачусетс (Сполучені Штати Америки). Знаходячись між ГЕС Вернон (32,4 МВт, вище по течії) та ГЕС Hadley Falls (30,6 МВт), входить до складу каскаду на річці Коннектикут, яка дренує східну сторону Аппалачів та впадає до протоки Лонг-Айленд.
Створена у 1866 році Turners Falls Company перекрила річку дерев'яною греблею із кам'яною засипкою, що спрямувала воду до прокладеного по лівобережжю в обхід порогів каналу завдовжки 0,2 км. Кілька десятиліть ця схема використовувалась для живлення млинів, допоки в 1904—1906 роках на завершенні каналу не спорудили ГЕС, відому як Станція 1. А в наступному десятилітті взялись за значно масштабніший проект, що включав зведення у лівій протоці бетонної гравітаційної греблі Montague. Канал подовжили до 3,4 км, при цьому його ширина становить від 37 до 280 метрів, а глибина від 5 до 9 метрів. Перепуск води до каналу регулюється окремою спорудою з 14 шлюзами, а на завершенні траси зведено машинний зал ГЕС Кебот (первісно був відомий як Станція 2).
В межах спорудження у 1960-х роках ГАЕС Northfield Mountain греблю Montague модернізували — тепер ця споруда має висоту 11 метрів та довжину 192 метри. Крім того, у правій протоці звели ще одну бетонну гравітаційну греблю Gill висотою 17 метрів та довжиною 150 метрів. Створений внаслідок цього додатковий підпір збільшив водосховище до сучасних розмірів — довжина 32 км, площа поверхні 8,5 км2. З урахуванням припустимого коливання рівня в операційному режимі між позначками 53,6 та 56,4 метра НРМ водойма має корисний об'єм 19,9 млн м3.
Машинний зал Кебот обладнаний шістьома турбінами типу Френсіс потужністю по 10,3 МВт, які використовують перепад висот у 18 метрів. Станція 1 наразі має п'ять турбін того ж типу загальною потужністю 5,6 МВт, які працюють при напорі у 13 метрів. Разом дві машинні зали забезпечують виробництво 320 млн кВт-год електроенергії на рік.
Видача продукції відбувається по ЛЕП, розрахованій на роботу під напругою 115 кВ.